# 1099
Anul 1099 (MXCIX) a fost un an obișnuit al calendarului iulian.

## Evenimente
- 5 ianuarie: Tulburări la Maarat; dat fiind că orașul nu se află pe ruta către Ierusalim și că niciunul dintre cruciați nu pretinde stăpânirea asupra sa, cruciații hotărăsc distrugerea lui.
- 6 ianuarie: Fiul împăratului Henric al IV-lea, Henric, este încoronat la Aachen ca rege asociat al Germaniei.
- 13 ianuarie: Distrugerea orașului Maarat de către cruciați; conduși de Raymond de Saint-Gilles, aceștia reiau marșul către Ierusalim.
- 28-29 ianuarie: Atacul cruciat asupra fortăreței Hosn-el-Akrad (viitorul Crac des Chevaliers), sub conducerea lui Raymond de Saint-Gilles.
- 1 februarie: Cu binecuvântarea episcopului Airaldo, Genova devine republică independentă ("Compagna Communis"), fiind condusă de către doi consuli.
- 14 februarie-13 mai: Raymond de Saint-Gilles asediază Arqa; în timpul asediului, cruciații primesc o scrisoare de la împăratul Alexios I Comnen, prin care se solicită ca Bohemund să evacueze Antiohia și ca participanții la cruciată să își oprească înaintarea și să îl aștepte cu întăriri; în pofida opiniei favorabile a contelui de Toulouse, cruciații decid să continue înaintarea către Ierusalim fără suportul bizantin.
- 19 mai: Cruciații traversează râul Chien, la nord de Beirut și trec în teritoriul stăpânit de fatimizi.
- 7 iunie-15 iulie: Asediul Ierusalimului. Începe asediul Ierusalimului de către cruciați.
- 12 iunie: Cruciații vizitează muntele Măslinilor.
- 15 iulie: Conduși de Godefroy de Bouillon, Eustache de Boulogne, Robert al II-lea de Flandra, Raymond al IV-lea de Toulouse, Tancred, cruciații capturează Ierusalimul, deținut de Califatul Fatimid, după un asediu violent; aproape toți locuitorii sunt masacrați.
- 22 iulie: Fondarea Regatului cruciat de Ierusalim; Godefroy de Bouillon ia titlul de apărător al Sfântului Mormânt, refuzând titulatura regală.
- 12 august: Bătălia de la Ascalon. Fatimizii din Egipt sunt înfrânți de către cruciați.

### Nedatate
- aprilie: Alexios I Comnen desemnează pe Tatikios drept comandant al flotei bizantine care să lupte împotriva pisanilor care organizau raiduri asupra Mării Egee.
- septembrie: Raymond de Saint-Gilles ajunge la Latakia, a cărei garnizoană bizantină este asediată de Boemund de Taranto în comun cu flota pisană condusă de arhiepiscopul Daimbert; se înregistrează o situație confuză în zona Siriei, unde Bohemund, devenit principe de Antiohia, se luptă atât cu bizantinii care îi revendică teritoriul, cît și cu musulmanii din Siria.
- 21 decembrie: Boemund de Taranto și Daimbert de Pisa ajung la Ierusalim, unde sunt întâmpinați de Godefroy de Bouillon; în continuare, Daimbert de Pisa devine patriarh de Ierusalim în defavoarea lui Arnoul Malecorne.
- Este atestată comuna din Beauvais, în Franța.

## Arte, științe, literatură și filozofie
- 23 mai: Este construit domul din Modena.

## Înscăunări
- 6 ianuarie: Henric, fiul lui Henric al IV-lea, ca rege german.
- 22 iulie: Godefroy de Bouillon, apărător al Sfîntului Mormânt (1099-1100).
- 13 august: Papa Pascal al II-lea (1099-1118).

## Nașteri
- Guillaume al X-lea, duce de Aquitania (d. 1137)
- Olaf Magnusson al Norvegiei (d. 1115)
- Raymond de Poitiers (d. 1149)

## Decese
- 14 aprilie: Conrad, episcop de Utrecht (n. 1003).
- 10 iulie: Cidul, nobil spaniol (n. 1043).
- 29 iulie: Papa Urban al II-lea (n. 1035).
- Donald al III-lea, rege al Scoției (n.c. 1040).